# Berkay Vardar
Berkay Vardar (Istanbul, 14 gennaio 2003) è un calciatore turco con cittadinanza azera, centrocampista svincolato.

## Carriera

### Club
Inizia la sua carriera da calciatore tra le file del settore giovanile del Beşiktaş. A partire dal 2021, viene aggregato alla prima squadra. Il suo esordio tra i professionisti avviene il 28 settembre 2021, in un match di fase a gironi di Champions League perso 2-0 contro l'Ajax. Il 22 aprile 2022, firma il suo primo contratto da professionista, con scadenza nel 2025.
L'11 agosto 2023 viene girato in prestito alla formazione moldava dello Sheriff Tiraspol. La permanenza nel club moldavo, complice il poco minutaggio, termina anzitempo nel mese di dicembre dello stesso anno, quando ritorna in Turchia. Il 20 aprile 2024, scioglie ogni vincolo contrattuale con la formazione bianconera.

### Nazionale
Azero per parte di madre, conta varie presenze nelle selezioni azere Under-17 e Under-19, tra il 2019 e il 2021. Nel 2022, invece, ha debuttato per la Turchia Under-21.